# Chotkowo
Chotkowo est un village du nord de la Pologne.